# Saw X
Série Saw
Spirale : L'Héritage de Saw
(2021) Saw XI
(2025)
Pour plus de détails, voir Fiche technique et Distribution.
Saw X ou Décadence X au Québec, est un film d'horreur américano-canadien réalisé par Kevin Greutert, sorti en 2023.
10e volet de la saga Saw, c’est un préquel, se déroulant entre le premier film et le deuxième film de la saga. On y voit le retour des acteurs des précédents films, Tobin Bell et Shawnee Smith, qui retrouvent leurs rôles respectivement de Jigsaw et Amanda Young.
Il suit le personnage de John Kramer qui se rend à Mexico dans le but d'effectuer une opération expérimentale pour retirer la tumeur au cerveau dont il est atteint. Cette opportunité se révèle cependant être une escroquerie, dont les acteurs vont être en conséquence pris pour cible par le vieil homme et son apprentie Amanda.

## Synopsis
John Kramer, actif depuis plusieurs mois en tant que Jigsaw et dont le cancer est désormais en phase terminale, enchaîne les examens médicaux ainsi que les groupes de parole de patients atteints de divers cancers. Après un scanner, il croise l'un de ses anciens compagnons, Henry Kessler, qui lui apprend qu'il est en rémission après avoir subi un traitement expérimental issu du projet du docteur norvégien Pederson. Le traitement n'étant toutefois pas encore autorisé sur le sol américain, il n'est pas accessible légalement mais Henry lui transmet l'adresse du site web de Pederson.
John, y voyant un espoir de pouvoir guérir de son cancer, prend contact en mentionnant sa rencontre avec Henry. Rappelé par Cecilia, la fille de Pederson, lui est proposé de rejoindre son équipe la semaine suivante dans la banlieue de Mexico. John accepte et, arrivé dans la capitale mexicaine, il est accueilli par un chauffeur de taxi du nom de Diego, chargé de le conduire au lieu où Cecilia a installé son laboratoire clandestin. Sur le chemin, le taxi est intercepté par des hommes cagoulés et armés qui cessent d'être menaçants après s'être assurés de l'identité de John, qu'ils font monter dans leur fougon, l'empêchant de savoir où il est emmené.
John est déposé dans une villa isolée, où il est reçu par Cecilia qui justifie que ce brusque comité d'accueil est dû au fait qu'il est nécessaire de conserver la localisation du lieu secrète pour éviter d'être trouvés par des gangs payés par l'industrie pharmaceutique, qu'elle affirme hostile à l'idée que le traitement de son père soit mis sur le marché. Pendant la période précédant son opération, John rencontre Gabriela, une jeune femme qui affirme avoir été sauvée par Cecilia, ainsi que l'équipe de cette dernière : Matteo, Valentina et le docteur Cortez. Il croise également Parker Sears, un autre patient qui sort tout juste de sa propre opération de son cancer de la tyroïde. Il se prend également d'affection pour Carlos, un jeune garçon vivant près du laboratoire, après l'avoir aidé à réparer son vélo. L'opération de John a lieu et il se réveille dans un hôtel aux côtés de Cecilia qui le veillait et lui transmet des médicaments pour la période post-opératoire avant de lui faire ses adieux. Se pensant libéré de son cancer, John commence à réfléchir à l'idée d'arrêter ses jeux et parvient à retrouver la localisation de la villa avec l'intention d'offrir une bouteille de tequila à Gabriela. Il ne retrouve toutefois qu'un bâtiment vidé de ses meubles et une salle d'opération laissée à l'abandon. Il se rend alors compte en retirant son bandage qu'il n'a jamais été opéré.
Déduisant que le docteur Cortez n'était autre que Diego lui-même, il le capture pour l'interroger avant de le placer dans un jeu où il doit retirer les bombes enracinées dans ses bras en se mutilant, ce qu'il parvient à faire. Ayant survécu, John lui prodigue les premiers soins avant de se lancer à la poursuite des autres membres de l'arnaque avec l'aide de son apprentie Amanda Young. Cecilia, Mateo, Gabriela et Valentina sont ainsi capturés et reconduits sur les lieux de leur méfait, réaménagé par John dans le cadre des tests qu'il a prévus pour eux. Valentina est la première à effectuer son épreuve : s'amputer la jambe avec une scie Gigli puis insérer un aspirateur à fluides corporels dans son moignon de façon à donner une quantité de moelle osseuse suffisante sur une balance. Bien qu'elle parvienne à se sectionner la jambe, la quantité de moelle n'est pas atteinte dans les temps et elle est décapitée par une scie à fil diamanté. Profitant d'un instant d'inattention de John et Amanda, Cecilia éventre le cadavre de Valentina et se sert de ses intestins comme corde pour récupérer son téléphone mais est interrompue par Amanda à peine après que son interlocuteur a décroché.
Peu après, des coups sourds se font entendre à la porte du bâtiment : Parker Sears est revenu sur les lieux et réclame d'être remboursé, vraisemblablement après avoir pris conscience d'avoir été escroqué également. Amanda le capture et le conduit à John qui le fait assister au jeu. Matteo passe à son tour son épreuve : réaliser sur lui-même une craniectomie et prélever un morceau de son cerveau pour obtenir la clé qui le libèrera. Il réalise le douloureux prélèvement mais la dissolution du tissu cérébral ne se termine pas à temps et Matteo est tué par un masque chauffé à blanc qui se referme sur son visage. Gabriela est la participante suivante : suspendue par la cheville et le poignet devant une machine produisant des rayons ionisants, elle doit les briser pour se libérer. Non sans avoir été gravement brûlée au visage par les rayonnements, elle réussit son épreuve et s'écroule à terre. Alors que John demande à Amanda de conduire Gabriela à l’hôpital le plus proche, Parker les met tous deux en joue après avoir récupéré son arme.
Il leur ordonne de libérer Cecilia, révélant alors être son amant et faire partie de l'arnaque également, étant la personne qu'elle avait essayé de contacter. Cecilia exécute froidement Gabriela et impose à John de s'attacher lui-même dans le piège qui lui était réservé. Entendant à l'extérieur Carlos jouer au football et ayant noté l'affection portée par John au jeune garçon, elle va le chercher et l'oblige à participer comme opposant au vieil homme, choqué par cet acte. Le piège démarre et chacun se trouve alors allongé aux bords d'une balançoire à bascule, avec du sang versé sur leurs visages qui les noie progressivement. Cecilia et Parker retournent à la salle de contrôle pour récupérer l'argent de leur escroquerie mais en récupérant le sac, la salle se verrouille et le piège de John et Carlos s'arrête. En réalité, John savait pour Parker car Diego avait donné tous les noms de ses complices. Désormais, les deux amants sont piégés tandis que la pièce se remplit d'un gaz corrosif et mortel. Seule une ouverture prévue pour une unique personne peut permettre à l'un d'entre eux d'échapper au gaz et survivre, au détriment de l'autre. Cecilia tue Parker afin de pouvoir être la bénéficiaire de cette échappatoire et ne peut que voir John, Amanda et Carlos quitter le bâtiment avec le véritable sac d'argent qui est donné au jeune garçon.
Scène post-générique
Dans une salle de bains désaffectée, Henry Kessler se réveille, bâillonné, les mains enchaînées au plafond avec un piège destiné à lui lacérer le ventre, face à John qui remercie le lieutenant Mark Hoffman de l'avoir aidé à retrouver Henry. Les deux hommes activent alors le piège de Henry qui hurle devant l'horreur de la situation.

## Fiche technique
- Titre original et français : Saw X
- Titre québécois : Décadence X
- Réalisation : Kevin Greutert
- Scénario : Josh Stolberg et Peter Goldfinger
- Photographie : Nick Matthews
- Musique : Charlie Clouser
- Production : Mark Burg et Oren Koules
- Sociétés de production :
  - États-Unis : Lionsgate, Twisted Pictures (en), Serendipity Productions et Dahlstar
- Sociétés de distribution :
  - États-Unis : Lionsgate
- Langue originale : anglais
- Budget : 13 millions de $[2]
- Genre : épouvante-horreur, thriller, policier, mystère, gore, torture porn
- Dates de sortie : 
  - États-Unis, Canada : 29 septembre 2023
  - France, Suisse romande : 25 octobre 2023
- Classification :
  - États-Unis : R (interdit aux moins de 17 ans non accompagnées)
  - France : Interdit aux moins de 16 ans

## Distribution
Sauf indication contraire, les informations mentionnées dans cette section peuvent être confirmées par la base de données cinématographiques IMDb,  présente dans la section « Liens externes ».
- Tobin Bell (VF : Patrick Bonnel ; VQ : Stéphane Rivard) : John Kramer / Jigsaw
- Shawnee Smith (VF : Nathalie Karsenti ; VQ : Hélène Mondoux) : Amanda Young
- Synnøve Macody Lund (VF : Déborah Perret ; VQ : Valérie Gagné) : Dr Cecilia Pederson
- Steven Brand (VF : Frédéric Souterelle ; VQ : Sylvain Hétu) : Parker Sears
- Renata Vaca (es) (VF : Daniela Labbé Cabrera ; VQ : Eloisa Cervantes) : Gabriela
- Paulette Hernandez (es) (VF : Ethel Houbiers ; VQ : Sofia Blondin) : Valentina
- Octavio Hinojosa (es) (VF : Julien Allouf ; VQ : Louis-Philippe Berthiaume) : Mateo
- Joshua Okamoto (en) (VF : Lionel Cecilio ; VQ : Nicolas Centeno Benoît) : Diego
- Jorge Briseño : Carlos
- Michael Beach (VF : Frantz Confiac ; VQ : Fayolle Jean Jr) : Henry Kessler
- Costas Mandylor (VF : Bertrand Nadler ; VQ : François Trudel) : Mark Hoffman (scène postgénérique)

Version française
- Société de doublage : Dubbing Brothers
- Direction artistique : Danielle Perret
- Adaptation des dialogues : Déborah Perret

## Production
Un dixième film pour la saga Saw est annoncé en avril 2021 par le studio Twisted Pictures. Josh Stolberg et Peter Goldfinger, les scénaristes des deux précédents films Jigsaw et de Spirale : l'Héritage de Saw, annoncent avoir terminé le scénario en décembre 2021. En août 2022, Kevin Greutert, monteur des cinq premiers opus et réalisateur de Saw VI et Saw 3D, est annoncé à la réalisation.
En octobre 2022, Tobin Bell est confirmé pour reprendre le rôle de John Kramer / Jigsaw. Kevin Greutert annonce que la présence à l'écran de Bell dans le film sera la plus importante de toute la saga. Tobin Bell s'implique également dans l'écriture du scénario et la post-production. En décembre 2022, Synnøve Macody Lund, Steven Brand et Michael Beach rejoignent la distribution dans des rôles non divulgués tandis que Shawnee Smith est annoncé pour reprendre son rôle d'Amanda Young. Le même mois, Renata Vaca, Paulette Hernande, Joshua Okamoto et Octavio Hinojosa rejoignent également le casting. Bien que n'ayant jamais été officiellement annoncé, la bande-annonce du film suggère que l'acteur Costas Mandylor reprendra son rôle dans le personnage de Mark Hoffman dans le film, sa voix y étant audible.
Doté d'un budget de 13 millions de dollars, le tournage principal débute en octobre 2022 à Mexico et prend fin en février 2023,. Le design des pièges fut plus complexe que lors des précédents films, ce qui conduisit à un tournage de ces scènes en deux temps : trois mois en novembre et trois mois en janvier 2023. L'action du film se situant entre les évènements de Saw et de Saw 2, l'utilisation d'effets spéciaux pour rajeunir numériquement Tobin Bell et Shawnee Smith fut initialement envisagée, le tournage du film ayant eu lieu 17 ans après Saw 2. Toutefois la décision fut annulée, Greutert motivant sa décision par le fait que "lorsque certains films ont eu recours au rajeunissement numérique, ce choix installa une distance entre le personnage et le public", et estimant que la relation entre Bell et Smith étant suffisamment forte pour ne pas avoir recours à cette technologie.
Au Midsummer Scream 2023, le directeur de la photographie Nick Matthews explique avoir voulu rendre hommage aux premiers films de la saga.

## Accueil

### Sortie
Saw X est annoncé initialement aux États-Unis pour le 27 octobre 2023. En juin 2023, il est finalement avancé d'un mois au 29 septembre 2023 et sortira en même temps que The Creator, La Pat' Patrouille: La Super Patrouille Le Film afin d'éviter la concurrence de Five Nights at Freddy's, ainsi que L'Exorciste : Dévotion, Taylor Swift : The Eras Tour, Killers of the Flower Moon ou encore The Marvels. La date de sortie française est néanmoins maintenu au 25 octobre 2023.

### Promotion
Le 9 septembre 2023, Lionsgate annonce le retour de l'évènement Saw Blood Drive, permettant aux spectateurs de donner leur sang à la Croix-Rouge américaine en échange de tickets gratuits pour le week-end d'ouverture du film.
Le 13 septembre 2023, une parodie de la publicité réalisée pour la chaîne de cinémas AMC avec Nicole Kidman est mise en ligne par Lionsgate sur YouTube et ses réseaux sociaux. La publicité met en scène Billy, la marionnette star du film, parodiant Kidman avec quelques modifications apportées à la publicité d'origine afin de souligner la nature plus violente du film. Cette parodie déplait à AMC qui met en demeure Lionsgate de retirer la publicité de leurs réseaux, démarche effectuée par le studio.

### Critiques
Le film obtient des critiques américaines majoritairement positives, l'agrégateur de critiques Rotten Tomatoes recensant 80% d'avis positifs sur un ensemble de 136 critiques, avec une note moyenne de 6,5/10. La performance de Tobin Bell, qui incarne pour la neuvième fois le rôle de Jigsaw, est unanimement saluée,,,. Le film obtient le meilleur accueil critique de la saga.
Owen Gleiberman de Variety le qualifie comme « beaucoup plus réaliste que n'importe quel autre film de la saga, qui donnaient plus d'importance aux scènes de torture qu'aux dialogues ». Beatrice Loayza du New York Times considère le film comme « le plus soigné de la saga à ce jour » et salue le fait que Kevin Greutert « Greutert lève le pied sur les techniques de montage frénétiques [...] des précédents films ». Bob Strauss du San Francisco Chronicle pense que le film est « une histoire bien racontée », et loue également le développement des personnages et les retournements de situation du film.
Parmi les critiques négatives, Helen O'Hara du magazine Empire se satisfait des scènes gores, « bien présentes et correctes », mais critique l'accent porté sur la vulnérabilité de John Kramer et de son humanisation, et demande que l'on arguant qu'on « [laisse] les monstres être des monstres ». Kyle Turner écrit sur le site Slant que « la vraie déception est que Shawnee Smith [...] est globalement reléguée à faire le sale boulot », jugeant son personnage trop en retrait par rapport à celui de John Kramer et regrettant que Smith n'ait « pas eu la chance de montrer ses compétences d'actrice depuis Saw 3 ».
Les critiques françaises sont néanmoins plus mitigées. Le Parisien salue l'« idée [...] intéressante de présenter Jigsaw comme une victime » mais Écran Large qualifie de son côté que le fait de « vouloir faire de John Kramer un anti-héros est aussi dérangeant et dérangé que le code moral du personnage ». Première estime que le film « ne va pas chercher bien loin et [...] il suffirait de pas grand-chose pour que Saw X devienne un authentique bon film d’horreur » et Les Fiches du Cinéma, tout en parlant d'un « retour aux sources d’une saga que l’on croyait enterrée », affirme que le film « peine à masquer ses rouages corrodés et ses arcanes éreintés ».

### Box-office
Saw X récolte plus de 18 millions de dollars lors de son week-end de sortie aux États-Unis et au Canada, un chiffre proche des premières estimations qui portaient sur un revenu de 15 à 18 millions de dollars sur 3 262 écrans pour son week-end d'ouverture. Cette performance est en légèrement plus faible que la moyenne des films de la franchise sortis dans les années 2000 mais toutefois plus élevée que les derniers films de la saga Spirale et Jigsaw.
Saw X atteint la première place du box-office au Royaume-Uni et en Irlande lors sa sortie, rapportant 2,31 millions de dollars lors des trois premiers jours tandis qu'en France, il démarre à la 6e place au box-office avec 315 046 entrées lors de sa première semaine d'exploitation et réalise le troisième meilleur démarrage de la saga derrière Saw III et Saw 3D. Après neuf semaines d'exploitation, il termine sa carrière avec 611 263 entrées.
| Pays ou région        | Box-office      |
| --------------------- | --------------- |
| États-Unis Canada     | 53 607 898 $    |
| France                | 611 263 entrées |
| Allemagne             | 436 449 entrées |
| Italie                | 419 934 entrées |
| Espagne               | 437 602 entrées |
| Total hors États-Unis | 58 219 159 $    |
| Total mondial         | 111 827 057 $   |